# Seira (traghetto)
Il Seira è un traghetto appartenente alla compagnia di navigazione indonesiana Bukit Merapin Nusantara Lines.

## Caratteristiche
Considerato dalla stampa specializzata uno dei migliori progetti Ro-pax per il traffico merci roll-on/roll-off nelle Isole Canarie fa parte, insieme al gemello Las Palmas, della classe Tritón.
Spinto da due motori MAN a 12 cilindri è in grado di raggiungere la velocità massima di 16 nodi e di trasportare un massimo di 280 veicoli e 800 passeggeri.
Il traghetto dispone di servizi essenziali alla percorrenza di medio/brevi tratte, quali: cabine sala poltrone, telefono pubblico, servizio medico, ristorante self-service ed un bar/caffetteria.

## Servizio
Varato il 20 maggio 1993 nel cantiere navale Union Naval de Levante di Valencia con il nome di Santa Cruz de Tenerife e consegnato nel dicembre successivo alla Trasmediterránea, prende servizio nel gennaio del 1994 nei collegamenti tra Las Palmas de Gran Canaria e Santa Cruz de Tenerife, aggiungendosi al gemello Las Palmas de Gran Canaria.
Da maggio a giugno 1997 viene sottoposto a lavori di ristrutturazione nel cantiere navale Empresa Nacional Bazan di Cadice, durante i quali vengono aggiunti un servizio di autonoleggio self-service e una lounge sul ponte superiore. Quest'ultima ha inoltre permesso l'aumento della capacità da 378 passeggeri, dei quali 78 ospitabili in cabina), a 1 120 passeggeri. Durante i lavori, sono state inoltre aggiunte due rampe di evacuazione e due bacini di carenaggio per le nuove zattere di salvataggio.
Terminati i lavori, torna in servizio nei collegamenti tra Algecirase Tangeri Med, dove opera fino al 6 settembre, per poi salpare due giorni dopo per Santa Cruz de Tenerife e riprendere il servizio interinsulare.
Il 31 gennaio 2005 salpa per Algeciras, tornando ad operare nello stretto di Gibilterra e in quello di Alborán, oltre che nei collegamenti tra il porto spagnolo e Orano.
Da giugno 2006 a giugno 2007 opera nei collegamenti tra Almería e Ghazaouet. Successivamente viene trasferito in quelli tra Almería e Melilla.
Dal 2011 al 9 novembre 2012 opera nei collegamenti tra Algeciras e Tangeri Med.
Terminato il servizio, nello stesso mese ne viene annunciata la cessione alla sudcoreana Seo Kyung Co. Ltd. 
Issata bandiera tuvaluana, viene trasferito a Busan, dove giunge il 23 dicembre.
Nel gennaio del 2013 issa bandiera Sudcoreana e, ribattezzato Seo Kyung Island a marzo, prende servizio nei collegamenti tra Busan e Jeju.
Successivamente, a seguito di un'ordinanza emanata dal tribunale di Busan, viene fermato nel porto sudcoreano e messo in vendita.
Nel giugno del 2016 viene venduto alla East Asia Ferry Ltd, dalla quale viene ribattezzato Red Star.
Il 14 aprile 2017 ne viene annunciata la cessione all'indonesiana Bukit Merapin Nusantara Lines e, ribattezzato Seira, prende servizio nei collegamenti tra Saumlaki e Larat.
Nel giugno del 2025 viene trasferito nei collegamenti tra Bakauheni e Merak.

## Navi gemelle
- Las Palmas